# Gibbula philberti
Gibbula philberti é uma espécie de molusco pertencente à família Trochidae.
A autoridade científica da espécie é Récluz, tendo sido descrita no ano de 1843.
Trata-se de uma espécie presente no território português, incluindo a zona económica exclusiva.